# Manettia albert-smithii
Manettia albert-smithii é uma espécie de dicotiledónea pertencente à família Rubiaceae, descrita em 1930.